# باشگاه فوتبال لوتوهاآپای یونایتد
لوتوهاآپای یونایتد (لوتوهاآپای سابق) یک باشگاه فوتبال از تونگا است که در ویتونگو، تونگا واقع شده است. در حال حاضر در لیگ برتر تونگا بازی می‌کند. این تیم رکورددار قهرمانی در لیگ است (۱۶ قهرمانی) و اولین حضور خود را در مسابقات قاره‌ای در دور مقدماتی مسابقات باشگاهی قهرمانی اقیانوسیه ۱۹۹۹ انجام داد.